# Younes Ouzrour
Younes Ouzrour (19. ožujka 2002.) je marokanski rukometaš. Nastupa za francuski klub Pontault-Combault Handball i marokansku reprezentaciju.
Natjecao se na Svjetskom prvenstvu u Egiptu 2021., gdje je reprezentacija Maroka završila na 29. mjestu.